# Liste von Musiklabels/J

## J
| Name Musiklabel                | Land                   | Sitz               | Gründer                                                  | Jahr-Von           | Jahr-Bis            | Labelcode | Website | Mutterlabel              | Details |
| ------------------------------ | ---------------------- | ------------------ | -------------------------------------------------------- | ------------------ | ------------------- | --------- | ------- | ------------------------ | --- |
| J & S Records                  | Vereinigte Staaten     |                    | Zelma „Zell“ Sanders                                     | 1956               | Anfang 1970er Jahre |           |         |                          | |
| J.O.B. Records                 | Vereinigte Staaten     |                    | Joe Brown und St. Louis Jimmy Oden                       | 1949               | 1972                |           |         |                          | |
| J Records                      | Vereinigte Staaten     |                    | Clive Davis                                              | 2000               | 2011                |           |         | Sony Music               | |
| J Storm                        | Japan                  |                    | Johnny Kitagawa                                          | 2001               |                     |           |         | Johnny & Associates      | |
| Jackson Records                | Indien                 |                    | Utsav Bhanja                                             | 2011               |                     |           |         | Jackson Records Digital  | |
| JAD Records                    | Vereinigte Staaten     |                    | Johnny Nash, Arthur Jenkins und Danny Sims               |                    |                     |           |         |                          | |
| Jade Tree Records              | Vereinigte Staaten     |                    | Darren Walters, Tim Owen                                 | 1991               |                     |           |         |                          | |
| Jagjaguwar                     | Vereinigte Staaten     |                    | Darius Van Arman                                         |                    |                     |           |         |                          | |
| Jahtari                        | Deutschland            |                    | Jan Gleichmar                                            | 2004               |                     |           |         |                          | |
| Jaibaná Records                | Panama                 | David              | Ricardo Brenes                                           | 2013               |                     |           | Website |                          | |
| Jakarta Records                | Deutschland            |                    | Jannis Stürtz und Malte Kraus                            | 2005               |                     |           |         |                          | |
| Jake Records                   | Vereinigte Staaten     |                    | Scott Thomas                                             | 2008               |                     |           |         |                          | |
| Jamaican Gold                  | Niederlande            |                    | Aad Van Der Hoek                                         | 1992               |                     |           |         |                          | |
| Jamie Records                  | Vereinigte Staaten     |                    | Harold Lipsius und Allan Sussel                          | 1957               |                     |           |         |                          | |
| Janus Records                  | Vereinigte Staaten     |                    |                                                          | 1969               | 1979                |           |         | GRT Records              | |
| Janz Team Music                | Deutschland            |                    |                                                          | 1995               | 2011                | LC 03583  |         | Janz Team                | |
| JAPO Records                   | Deutschland            |                    | Karl Egger                                               | 1970               | 1985                |           |         |                          | |
| Jardis Records                 | Deutschland            |                    | Heiner Franz                                             | 1988               |                     |           |         |                          | |
| Jaro Medien                    | Deutschland            |                    | Ulrich Balß                                              | 1981               |                     |           |         |                          | |
| Jarrah Records                 | Australien             |                    | John Butler, The Waifs                                   | 2002               |                     |           |         |                          | |
| Jarring Effects                | Frankreich             |                    |                                                          |                    |                     |           |         |                          | |
| Jasmine Records                | Vereinigtes Königreich |                    |                                                          | 1982               |                     |           |         | Hasmick Promotions       | |
| Jaus Records                   | Spanien                |                    |                                                          | 2002               |                     |           |         |                          | |
| Javotti Media                  | Vereinigte Staaten     |                    | Talib Kweli                                              | 2011               |                     |           |         |                          | |
| JAXART Records                 | Vereinigte Staaten     |                    | Ashley Jex                                               | 2007               |                     |           |         |                          | |
| Jay Boy                        | Vereinigtes Königreich |                    |                                                          | 1968               | 1976                |           |         | President Records        | |
| JayTee Records                 | Vereinigte Staaten     |                    | Justin Timberlake                                        | 2007               |                     |           |         | Interscope-Geffen-A&M    | |
| Jay-Jay Records                | Vereinigte Staaten     |                    | Walter Jagiello                                          | 1951               |                     |           |         |                          | |
| Jazz Club (belgisches Label)   | Belgien                |                    | Félix Faecq                                              | 1932               | Mitte 1960er Jahre  |           |         |                          | |
| Jazz Focus Records             | Kanada                 |                    | Philip Barker                                            | 1990er Jahre       | 2000er Jahre        |           |         |                          | |
| Jazz Man Records               | Vereinigte Staaten     |                    | David Stuart                                             | 1941               |                     |           |         |                          | |
| Jazz Record (Label)            | Vereinigte Staaten     |                    | Art Hodes                                                | 1946               | 1947                |           |         |                          | |
| Jazz West Records              | Vereinigte Staaten     |                    |                                                          | Mitte 1950er Jahre | Ende 1950er Jahre   |           |         | Aladdin                  | |
| Jazz Workshop (Label)          | Vereinigte Staaten     |                    | Charles Mingus                                           | 1957               | Mitte 1960er Jahre  |           |         |                          | |
| Jazz, Ltd.                     | Vereinigte Staaten     |                    |                                                          |                    |                     |           |         |                          | |
| Jazz4Ever Records              | Deutschland            |                    | Alfred Mangold                                           | 1989               |                     |           |         |                          | |
| Jazzaway Records               | Norwegen               |                    | Jon Klette                                               | 2003               |                     |           |         |                          | |
| Jazzhaus (Label)               | Deutschland            |                    |                                                          | 2011               |                     |           |         |                          | gemeinsames Subunternehmen von Arthaus Musik GmbH und der SWR Media Services                                    |
| Jazzhaus Records               | Deutschland            |                    |                                                          | 2005               |                     |           |         | Jazzhaus Freiburg GmbH   | |
| JazzHausMusik                  | Deutschland            |                    |                                                          | 1980               |                     |           |         |                          | |
| Jazzland Records               | Vereinigte Staaten     |                    | Bill Grauer und Orrin Keepnews                           | 1960               |                     |           |         | Riverside Records        | |
| Jazzland Recordings            | Norwegen               |                    | Bugge Wesseltoft                                         | 1996               |                     |           |         | Universal Music Group    | |
| Jazzology                      | Vereinigte Staaten     |                    | George H. Buck                                           | 1949               |                     |           |         |                          | |
| Jazzpoint Records              | Deutschland            | Weinsberg          | Jan Jankeje und Gerti Jankejova                          | 1974               |                     | LC 07223  | Website |                          | |
| Jazzsick Records               | Deutschland            | Düsseldorf         | Alex Gunia und Philipp van Endert                        | 2001               |                     |           | Website |                          | |
| Jazztime Records               | Vereinigte Staaten     |                    | Fred Norsworthy                                          | 1961               |                     |           |         |                          | |
| JDub Records                   | Vereinigte Staaten     |                    | Ben Hesse und Aaron Bisman                               | 2002               |                     |           |         |                          | |
| Jeepster Records               | Vereinigtes Königreich |                    | Stefano D'Andrea und Mark Jones                          | 1995               |                     |           |         |                          | |
| Jehova-Nisi Productions        | Vereinigtes Königreich |                    | Ericson Alexander Molano                                 | 2000               |                     |           |         |                          | |
| Jellyfish Entertainment        | Südkorea               |                    | Hwang Se-jun                                             | 2007               |                     |           |         |                          | |
| JEMP Records                   | Vereinigte Staaten     |                    | Trey Anastasio, Jon Fishman, Mike Gordon, Page McConnell | 2005               |                     |           |         |                          | |
| Jerden Records                 | Vereinigte Staaten     |                    | Jerry Dennon und Bonnie Guitar                           | 1960               | 1971                |           |         |                          | |
| Jericho Beach Music            | Kanada                 |                    |                                                          | 1997               |                     |           |         | Festival Distribution    | |
| Jester Records                 | Norwegen               |                    | Kristoffer Rygg                                          | 1998               |                     |           |         |                          | |
| Jesuit Music Ministry          | Philippinen            | Quezon City        |                                                          |                    |                     |           |         |                          | |
| Jet Records                    | Vereinigtes Königreich | London             | Don Arden                                                | 1974               | Erloschen           |           |         | Sony Music Entertainment | |
| Jet Set Records                | Frankreich             |                    | Enzo Hamilton                                            |                    |                     |           |         |                          | |
| Jewel Records                  | Vereinigte Staaten     | Cincinnati         |                                                          |                    | Erloschen           |           |         |                          | |
| Jewel Records                  | Vereinigte Staaten     | New York City      |                                                          | 1927               | 1932                |           |         | Plaza Music Company      | |
| Jewel Records                  | Vereinigte Staaten     | Shreveport         | Stan Lewis                                               | 1963               |                     |           |         |                          | |
| JfC-Verlag                     | Deutschland            |                    |                                                          |                    |                     |           |         | Jugend für Christus      | |
| Jiggiri Records                | Puerto Rico            | Loíza, Puerto Rico | Tego Calderón                                            | 2001               |                     |           |         |                          | |
| Jim Henson Records             | Vereinigte Staaten     |                    |                                                          | 1992               | 1994                |           |         | Jim Henson Productions   | |
| Jimmy Franks Recording Company | Vereinigte Staaten     |                    | Jimmy Pop                                                |                    |                     |           |         |                          | |
| Jinx Music                     | Deutschland            | Berlin             |                                                          | 2019               |                     |           |         |                          | |
| Jive Electro                   | Vereinigte Staaten     | New York City      | Clive Calder, Ralph Simon                                | 1984               |                     |           |         |                          | |
| Jive Records                   | Vereinigtes Königreich |                    | Clive Calder                                             | 1977               |                     |           |         |                          | |
| JKP                            | Deutschland            |                    | Jochen Hülder                                            | 1994               |                     |           |         |                          | |
| JMT                            | Deutschland            |                    | Stefan Winter                                            | 1985               | 1995                |           |         |                          | |
| JMT Records                    | Deutschland            | München            | Stefan Winter                                            | 1985               | 1995                |           |         |                          | |
| Joe & Joey Records             | Vereinigte Staaten     | Detroit            |                                                          |                    |                     |           |         |                          | |
| Johann's Face Records          | Vereinigte Staaten     | Chicago            | Marc Ruvolo und Gar Brandt                               | 1989               |                     |           |         |                          | |
| Johnny & Associates            | Japan                  |                    | Johnny Kitagawa                                          | 1963               |                     |           |         |                          | |
| Joilicious Records             | Vereinigte Staaten     |                    |                                                          | 2005               |                     |           |         |                          | |
| Join the Team Player Records   | Deutschland            | München            | Ivonne Kreye, Marco Walzel                               | 1997               | 2004                |           |         |                          | |
| Jona Verlag                    | Schweiz                |                    |                                                          |                    |                     |           |         |                          | |
| Josie Records                  | Vereinigte Staaten     | New York City      |                                                          | 1954               | 1971                |           |         | Jubilee Records          | |
| Joy Records (New York)         | Vereinigte Staaten     | New York City      | Hal Weiss und Mariam Weiss                               | 1958               | 1965                |           |         |                          | |
| Joy Records                    | Israel                 | Tel Aviv           |                                                          | 2013               |                     |           |         |                          | |
| Joyful Noise Recordings        | Vereinigte Staaten     | Indianapolis       | Karl Hofstetter                                          | 2003               |                     |           |         |                          | |
| JPU Records                    | Vereinigtes Königreich |                    | Tom Smith                                                | 2012               |                     |           |         |                          | |
| JSP Records                    | Vereinigtes Königreich | London             | John Stedman                                             | 1978               |                     |           |         |                          | |
| Juana Records                  | Vereinigte Staaten     |                    | Clinton Harris und Frederick Knight                      |                    | Erloschen           |           |         |                          | |
| JUBALmusic                     | Deutschland            | Berlin             | Horst Brauner                                            | 1995               |                     | LC 01965  | Website |                          | |
| Jubilee Records                | Vereinigte Staaten     |                    | Herb Abramson und Jerry Blaine                           | 1946               |                     |           |         |                          | |
| Judd Records                   | Vereinigte Staaten     |                    | Jud Phillips                                             |                    | Erloschen           |           |         |                          | |
| Judgement Records              | Vereinigte Staaten     |                    | Joe Nicolo                                               |                    |                     |           |         |                          | |
| Jugoton                        | Kroatien               |                    |                                                          | 1947               | 1990                |           |         |                          | Das Label wurde 1924 unter dem Namen Edison – Bell gegründet und 1938 in Elektron und 1947 in Jugoton umgetauft |
| Juice Box Records              | Vereinigtes Königreich | Manchester         | Gerald Simpson                                           | 1998               |                     |           |         |                          | |
| Juke Box Records               | Vereinigte Staaten     | Los Angeles        | Art Rupe                                                 | 1945               |                     |           |         |                          | |
| Jump Records                   | Jamaika                |                    | Chris Blackwell                                          | nach               |                     |           |         | Island Records           | |
| Jungle Records                 | Vereinigtes Königreich |                    |                                                          | 1982               |                     |           |         |                          | |
| Junior Boy's Own               | Vereinigtes Königreich | London             | Terry Farley und Steven Hall                             | 1993               |                     |           |         |                          | |
| Jupiter Records                | Deutschland            | München            | Ralph Siegel                                             | 1973               |                     | LC 03379  | Website |                          | |
| Justablip Records              | Vereinigtes Königreich | London             | Kris Weston                                              | 2003               |                     |           |         |                          | |
| Justin Time Records            | Kanada                 |                    |                                                          | 1983               |                     |           |         |                          | |
| JYP Entertainment              | Südkorea               |                    | Park Jin-Young                                           | 1997               |                     |           |         |                          | |